# Thaumatococcus daniellii
Thaumatococcus daniellii — вид квіткових рослин родини Марантові (Marantaceae).

## Назви
У рослини кілька «народних назв», серед яких: «чарівний плід» (miracle fruit) (проте ж під цією назвою більш відомий не пов'язаний з цим видом Synsepalum dulcificum) і «чарівна ягода», також «катамфе» або «катемпфе», «м'який очерет йоруба», «африканська серендіпова ягода».

## Поширення
Рослина поширена у Західній Африці від Сьєрра-Леоне до Демократичної Республіки Конго.

## Опис
Thaumatococcus daniellii — кореневищна багаторічна рослина до 3-3,5 м заввишки. Листя овально-еліптичне, до 60 см завдовжки і 40 см шириною, піднімаються кожен сам по собі від вузлів на кореневище. Суцвіття поодинокі або прості пучки, що виступають з нижніх вузлів. Плід м'ясистий, трикутний за формою і дозріває до темно-червоного або коричневого кольору в пік плодоношення. Зрілі плоди містять три чорних, надзвичайно щільних насінини.

### Найсолодший плід у світі
Насіння оповиті липким тонким блідо-жовтим принасінником, який містить солодкий білок — тауматин, який як мінімум в 3000 разів солодше, ніж сахароза. У Західній Африці плід традиційно використовується для корекції смаку хліба, пальмового вина і кислої їжі. Якщо розжувати плоди, то протягом години після цього все кислі продукти, з'їдені або випиті, будуть здаватися дуже солодкими на смак. З середини 1990-х тауматин використовується як підсолоджувач і підсилювач смаку в харчовій і кондитерській промисловості. Замінюючи синтетичні підсолоджувачі, він використовується як некалорійний природний підсолоджувач. Тауматин не вуглевод, тому ідеально підходить для діабетиків.
Вироблення тауматина в Thaumatococcus daniellii відбувається як захисна реакція рослини у відповідь на атаки вірусними патогенами. Білок тауматин демонструє значне пригнічення росту гіфів і спорів різних грибів.